# Ga Mansu (Incheon)
Ga Mansu (Tiếng Hàn: 만수역, Hanja: 萬壽驛) là ga tàu điện ngầm của Tàu điện ngầm Incheon tuyến 2 nằm ở Mansu-dong, Namdong-gu, Incheon.

## Lịch sử
- 5 tháng 10 năm 2015: Tên ga được quyết định là Ga Mansu[1]
- 30 tháng 7 năm 2016: Bắt đầu kinh doanh với việc khai trương Tàu điện ngầm Incheon tuyến 2[2]

## Bố trí ga
| Chợ Moraenae ↑         |
| \| N/B                 |
| ↓ Văn phòng Namdong-gu |

| Hướng Bắc | ● Incheon tuyến 2 | ← Hướng đi Công viên công dân · Juan · Geomam · Geomdan Oryu       |
| Hướng Nam | ● Incheon tuyến 2 | → Hướng đi Văn phòng Namdong-gu · Công viên lớn Incheon · Unyeon → |

## Xung quanh nhà ga
- Trường trung học nữ sinh Munil
- Trường trung học cơ sở Mansu
- Trường tiểu học Insu Insu
- Trường tiểu học Incheon Saemal
- Trường trung học nữ sinh Mansu
- Chợ Mansu
- Tổng công ty quản lý thành phố Namdong-gu
- Trung tâm phúc lợi hành chính Mansu 5-dong